# Jan Stoberski
Jan Stoberski (ur. 16 maja 1906 w Czarnej Wsi pod Krakowem, zm. 27 maja 1997 w Krakowie-Prokocimiu) – polski prozaik.
Był synem Jana, urzędnika sądowego, i Marii z d. Mazurkiewicz, robotnicy w „Cygar-Fabryce”, krakowskiej fabryce wyrobów tytoniowych. Naukę w V Państwowym Gimnazjum Neoklasycznym przerwał z powodu choroby oczu w 1926 r., po ukończeniu siódmej klasy, pracował jako urzędnik i przepisywacz akt, później jako kupiec. W 1943 wywieziony do Bawarii na 5 miesięcy na roboty przymusowe. Debiutował jako pisarz w 1955 r. na łamach tygodnika „Życie Literackie” opowiadaniami Etiudy miłosne. Był współpracownikiem kilku czasopism krakowskich (m.in. "Przekroju"). Na przełomie lat 50. i 60. XX w. związany był z grupą poetycką Muszyna.

## Tomiki opowiadań
- Zwierzenia durnia (1958)
- Przyjaciel mężatki
- Ludzie i gołębie
- Wyłapuję szczęście z powietrza
- Będę żył dalej!
- Każdy inny
- Notatki kochliwego
- Miłość przy ladzie
- Wybryki serca
- Pogromca smutku